# Pigeonnier de Courtioux
Le pigeonnier de Courtioux est un pigeonnier situé à La Saulsotte dans le département français de l'Aube.

## Localisation
Le pigeonnier est situé dans le hameau de Courtioux, commune de La Saulsotte.

## Historique
L'édifice est inscrit au titre des monuments historiques en 1990.